# 新波季爾
51°0′9″N 32°24′6″E / 51.00250°N 32.40167°E
新波季爾（烏克蘭語：Новий Поділ），是烏克蘭北部的村莊，隸屬切爾尼希夫州的普里盧基區。該村始建於1927年，面積0.85平方公里，海拔高度137米，2001年人口204，人口密度每平方公里240.9人。